# Campeonato Paraguaio de Futebol de 2025 – Segunda Divisão
A División Intermedia de 2025 é a 107.ª temporada da División Intermedia, competição equivalente à segunda divisão do futebol paraguaio e à 28.ª sob a denominação de División Intermedia. Começou em 28 de março e tem término previsto para 8 de outubro de 2025. O sorteio dos jogos foi realizado em 9 de dezembro de 2024.

## Regulamento
16 equipes participam da competição, que será disputada no sistema de pontos corridos em turno e returno, totalizando 30 partidas para cada clube. As duas primeiras equipes na tabela de classificação ao final da temporada garantirão o acesso à División de Honor (primeira divisão) de 2026. Por outro lado, os três últimos colocados na tabela de rebaixamento ao término da competição serão rebaixados: os clubes de Assunção ou localizados a até 50 quilômetros da capital do país serão rebaixados para a Primera B Metropolitana (terceira divisão), enquanto as equipes localizadas fora da Grande Assunção e do Departamento Central terão como destino a Primera B Nacional (terceira divisão para clubes do interior).

## Participantes

### Mudanças de clubes em relação à temporada anterior
16 clubes disputam a temporada: 11 times remanescentes da edição anterior da División Intermedia, além dos dois clubes rebaixados da División Honor na temporada de 2024 (Sol de América e Tacuary), o campeão da Primera B Metropolitana de 2024, Deportivo Capiatá, e o vice-campeão, River Plate, além do campeão da Primera B Nacional de 2024, o Guaraní de Fram, que participa pela primeira vez da segunda divisão do futebol paraguaio.
| Promovidos para a Divisón de Honor de 2025 | Rebaixados da Divisón de Honor de 2024 | Promovidos da Primera B de 2024                                                            | Rebaixados para a Primera B de 2025                                                                       |
| ------------------------------------------ | -------------------------------------- | ------------------------------------------------------------------------------------------ | --- |
| Deportivo Recoleta Tembetary               | Sol de América Tacuary                 | Deportivo Capiatá (B Metropolitana) River Plate (B Metropolitana) Guaraní (F) (B Nacional) | Martín Ledesma (B Metropolitana) Atlético 3 de Febrero (B Nacional) Atlético Colegiales (B Metropolitana) |

## Premiação
| División Intermedia de 2025              |
| ---------------------------------------- |
| ? Campeão (?° título da segunda divisão) |